# Shanjūr
Shanjūr (persiska: شنجور) är en ort i Iran.   Den ligger i provinsen Hamadan, i den nordvästra delen av landet, 210 km väster om huvudstaden Teheran. Shanjūr ligger 1 816 meter över havet och antalet invånare är 561.
Terrängen runt Shanjūr är lite kuperad. Runt Shanjūr är det ganska glesbefolkat, med 47 invånare per kvadratkilometer. Närmaste större samhälle är Razan, 16,3 km nordväst om Shanjūr. Trakten runt Shanjūr består i huvudsak av gräsmarker.